# Israël Lewy
Pour les articles homonymes, voir Levi.
Ne doit pas être confondu avec Israël Lévi.
Israël Lewy est un rabbin allemand des XIXe et XXe siècles, né le 7 janvier 1841 à Inowroclaw, alors intégrée au royaume de Prusse, et mort à Breslau le 8 septembre 1917.
Professeur de Talmud au Séminaire théologique juif de Breslau, il est considéré comme le pionnier de son étude philologique voire de son étude moderne, telle qu’enseignée actuellement à l’université hébraïque de Jérusalem.

## Biographie
Israël Lewy naît en terre polonaise sous domination prussienne. Fils de Nahoum ben Yitzhaq Halevy et de Judith bat Yitzhaq Hacohen, il étudie de 1864 à 1869 au Séminaire théologique juif de Breslau auprès d’Isaac Bernays (de) et à l’université locale. Après avoir obtenu son doctorat, il est nommé Docent à l’Hochschule für die Wissenschaft des Judentums qui vient de s’ouvrir à Berlin.